# Monte (Berzo Demo)
Monte è una frazione del comune di Berzo Demo, in media Val Camonica, provincia di Brescia.

## Monumenti e luoghi d'interesse

### Architetture religiose
Le chiese di Monte sono:
- Chiesa dell'Annunciazione, struttura tardo seicentesca, ha un portale in pietra di Sarnico.

### Feste e sagre
In dicembre, a cavallo della festa dell'Immacolata Concezione, il paese organizza le "Ere de Nadal dal Mùt", mercatini natalizi nelle caratteristiche strade del paese.